# Agnieszka Chylińska
Agnieszka Barbara Chylińska (Danzica, 23 maggio 1976) è una cantante polacca.

## Biografia
Agnieszka Chylińska è salita alla ribalta con la sua partecipazione, nel marzo del 1994, al festival della canzone francese di Starogard Gdański, dove ha conquistato il terzo premio. L'evento è stato significativo per lei: è infatti qui che ha incontrato i membri del gruppo rock Second Face, poi ribattezzato in O.N.A., del quale è diventata la cantante e con cui ha pubblicato sei album, conquistando tre dischi di platino e tre dischi d'oro, fino allo scioglimento del complesso nel 2003. Nello stesso anno ha fondato un nuovo gruppo, i Chylińska, con cui ha pubblicato un album, collaborandovi fino al 2006, anno in cui ha avviato la sua carriera da solista.
Nel 2009 è uscito l'album di debutto della cantante, Modern Rocking, che ha conquistato la vetta della classifica polacca ed è stato certificato disco di platino con oltre 30 000 copie vendute a livello nazionale. Il successo del disco le ha fruttato cinque candidature, fra cui una vittoria, ai premi Fryderyk del 2010, il maggior riconoscimento musicale polacco. Ha inoltre ricevuto una nomination per il miglior artista polacco agli MTV Europe Music Awards 2010, e ha trionfato a varie cerimonie nazionali tenutesi nello stesso anno, fra cui i Viva Comet Awards, gli Eska Music Awards e i Superjedynki.
Nell'autunno del 2016 la cantante ha pubblicato il suo progetto solista di maggior successo: il suo secondo album Forever Child ha infatti raggiunto il primo posto della classifica nazionale, e ha ottenuto tre dischi di platino dalla Związek Producentów Audio-Video con più di 90 000 vendite, oltre a fruttarle il premio per l'artista dell'anno agli Eska Music Awards del 2017. L'album è anche entrato al 44º posto nella classifica svedese. Inoltre, uno dei singoli estratti dall'album, Królowa łez, ha raggiunto la vetta della classifica radiofonica polacca e ha ricevuto un disco di diamante con più di 100 000 unità di vendita totalizzate. La tournée promozionale dell'album ha tenuto la cantante impegnata in concerti sia in Polonia che all'estero per due anni.
Pink Punk, il terzo album di Agnieszka Chylińska, è uscito nell'autunno del 2018 e ha debuttato al 2º posto in classifica. Ha ricevuto un disco d'oro in seguito al superamento della soglia delle 15 000 vendite. L'anno successivo la raccolta 25 lat Agnieszki Chylińskiej i Pol'and'Rock, uscita in occasione dei venticinque anni di carriera, ha raggiunto la 14ª posizione della classifica nazionale.

## Discografia

### Album in studio
- 2009 – Modern Rocking
- 2016 – Forever Child
- 2018 – Pink Punk

### Raccolte
- 2019 – 25 lat Agnieszki Chylińskiej i Pol'and'Rock

### Singoli
- 2009 – Nie mogę cię zapomnieć
- 2010 – Zima
- 2010 – Wybaczam Ci
- 2010 – Niebo
- 2014 – Kiedy przyjdziesz do mnie
- 2015 – Against All Odds (Take a Look at Me Now) (con i Lemon)
- 2016 – Królowa łez
- 2017 – KCACNL
- 2018 – Mam zły dzień
- 2019 – Schiza
- 2019 – Kiedy powiem sobie dość
- 2019 – Winna
- 2022 – Jest nas więcej
- 2022 – Kiedyś do Ciebie wrócę
- 2023 – Drań

#### Come featuring
- 2008 – Angelene (Hey feat. Agnieszka Chylińska)